# Germán Haller
Emilio Germán Haller Ferro (Mercedes, 8 giugno 1952) è un ex cestista uruguaiano.

## Carriera
Con l'Uruguay ha disputato i Campionati americani del 1980 e i Campionati mondiali del 1982.